# Asmate nocturnata
Asmate nocturnata là một loài bướm đêm trong họ Geometridae.